# Unterspannter Träger

Dreifach unterspannter Träger mit Bezeichnung der Einzelteile

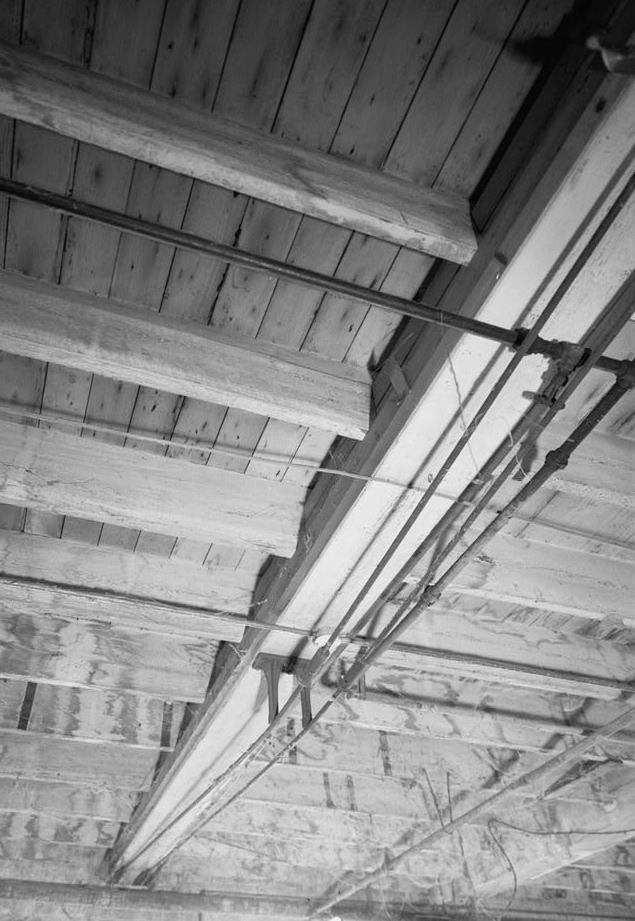
Unterspannter Holzbalken in einem amerikanischen Fabrikgebäude aus dem Jahre 1856

Ein unterspannter Träger ist eine Konstruktion, die aus einem Träger besteht, der auf der Unterseite mit einem Zugband versehen ist, das über ein oder mehrere kurze Pfosten verläuft, die auch als Luftstützen bezeichnet werden. Diese Unterspannung verringert die Durchbiegung des Trägers, so dass dieser schwächer ausgeführt werden kann. Typische Ausführungen haben eine Länge zwischen 10 und 30 Metern.
Heute besteht meist die ganze Konstruktion aus Stahl, es können aber auch Kombinationen aus Holz- oder Stahlbetonbalken mit stählernen Unterzug-Elementen eingesetzt werden. Das Zugband besteht meist aus Stäben, kann aber auch mit einem Drahtseil ausgeführt sein. Die Pfosten sind nur auf Druck beansprucht. Sie müssen gegen Umknicken gesichert sein, indem sie entweder biegesteif mit dem Träger verbunden sind oder bei nebeneinander liegenden Trägern mit denjenigen des Nachbarträgers mit Querverbänden verbunden sind.

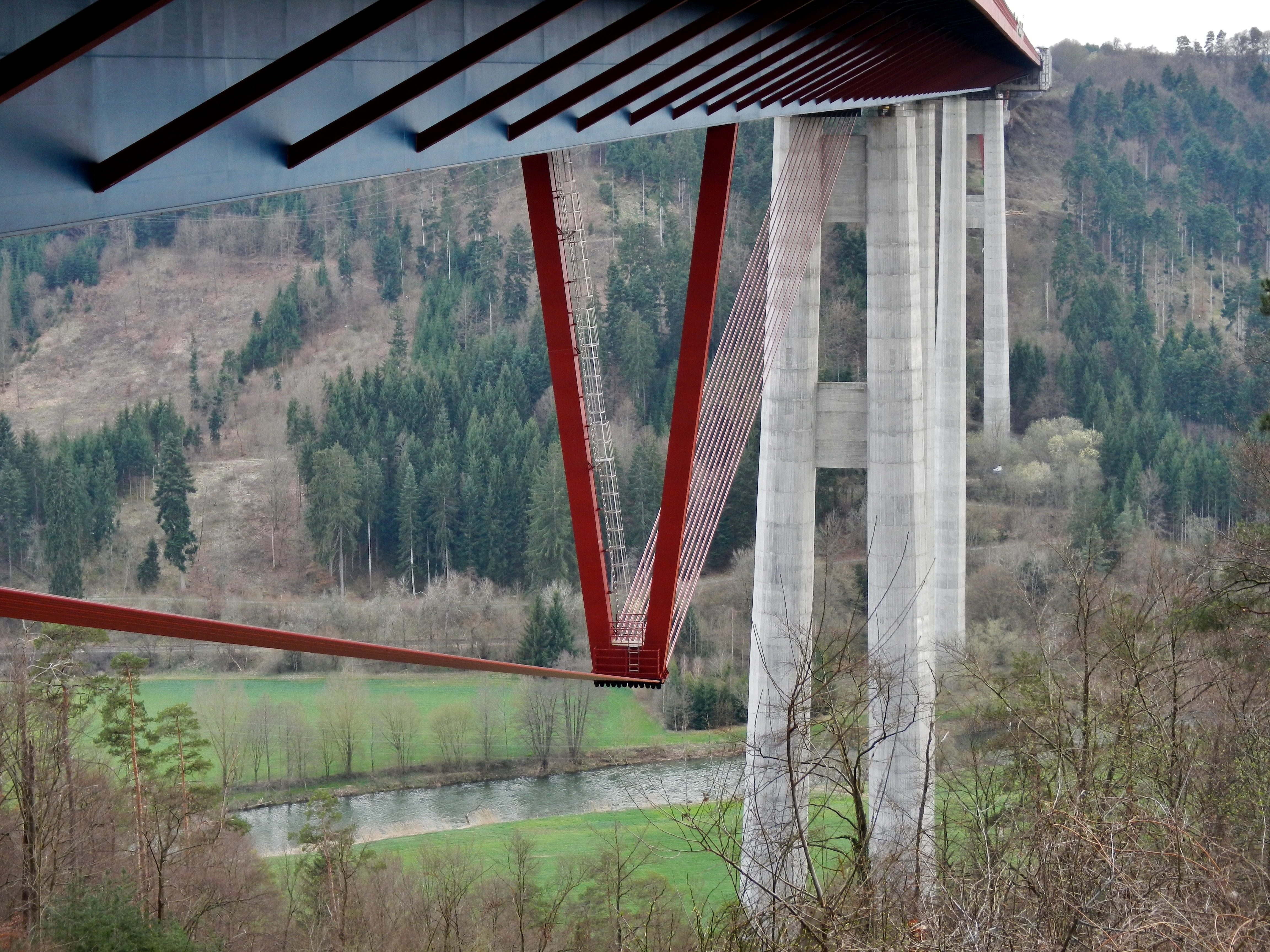
234 Meter langes unterspanntes Feld der Neckartalbrücke Weitingen

Unterspannte Träger werden hauptsächlich bei Dachkonstruktionen als Sparren oder Binder, aber auch als Holmen von Leitern, im Brückenbau für Rohrbrücken, Bandbrücken oder Fußgängerbrücken eingesetzt. Früher wurde die Konstruktion auch für Längsträger von Eisenbahnwagen benutzt, dort Sprengwerk genannt. Die Unterspannung kann auch nachträglich an bestehende Träger angebracht werden, um diese zu verstärken.